# Black Betty
Black Betty (Roud 11668) ist ein afroamerikanischer Worksong aus dem 20. Jahrhundert. Als Autor des Liedes wird üblicherweise der Bluesmusiker Leadbelly genannt, obwohl die frühesten Aufnahmen nicht von ihm stammen. Es gibt zahlreiche Aufnahmen des Stückes, wobei die Bandbreite von A-cappella-Versionen über Folk- bis hin zu Rock-Arrangements reicht. Zu den bekanntesten Versionen des Songs gehören die Aufnahmen von Ram Jam, Tom Jones und Spiderbait, die alle Hits waren.

## Bedeutung und Ursprung
Ursprung und Bedeutung des Liedtextes sind umstritten. In der Vergangenheit wurde „Black Betty“ als Spitzname für verschiedene Dinge benutzt, etwa eine Flasche Whisky, eine Peitsche oder einen Gefangenentransportwagen. Nach verschiedenen Quellen kommt jeder dieser Begriffe als Motiv des Liedes in Frage.

## Frühe Interpretationen

### Frühe Aufnahmen, 1933–1939
Das Lied wurde erstmals 1933 von den Musikforschern John und Alan Lomax aufgenommen, A cappella vorgetragen von James Baker und weiteren Strafgefangenen im Staatsgefängnis in Sugar Land, Texas. In der Folgezeit nahmen die beiden Musikforscher noch weitere Versionen des Liedes auf.
1939 spielte Leadbelly für Musicraft Records seine Version des Liedes in New York ein, als Medley mit zwei weiteren Liedern, Looky Looky Yonder und Yellow Woman’s Doorbells. Die Aufnahme wurde im gleichen Jahr in einem Album namens Negro Sinful Songs sung by Lead Belly mit 5 Schellackplatten veröffentlicht.

### Nach 1939
Während Leadbellys Version von 1939 ebenfalls noch A cappella war, kam bei den meisten nachfolgenden Aufnahmen zumindest eine Gitarre als Begleitinstrument dazu. 1964 gab es gleich drei Aufnahmen im Stil der Folkmusik, und zwar von Odetta (als Medley mit Looky Yonder), von Dave „Snaker“ Ray und von Alan Lomax selbst.
1968 veröffentlichte Manfred Mann unter dem Namen Big Betty eine Version mit geändertem Text auf dem Album Mighty Garvey. 1972 spielte Manfred Mann’s Earth Band Black Betty live in John Peels BBC-Sendung In Concert. Hieraus wurde mit geändertem Text das Stück Look Around des Albums Glorified Magnified.
1976 nahm die Band Starstruck aus Cincinnati eine Rockversion des Liedes mit verändertem Text auf, die jedoch nicht sehr erfolgreich war.

## Weitere Interpretationen

### Version von Ram Jam
1977 spielte die US-amerikanische Rockband Ram Jam – zu der auch der frühere Starstruck- und Lemon-Pipers-Gitarrist Bill Bartlett gehörte – die Starstruck-Version für Epic Records erneut ein; Produzenten waren Jerry Kasenetz und Jeff Katz. Die Aufnahme erreichte in den Vereinigten Staaten Platz 18 der Billboard Hot 100, Platz sieben in den britischen Singlecharts und Platz 25 in Deutschland. Gleichzeitig riefen Bürgerrechtsorganisationen wie NAACP und Congress of Racial Equality zum Boykott des Liedes auf.
Chartplatzierungen
| ChartsChartplatzierungen       | Höchstplatzierung | Wochen |
| ------------------------------ | ----------------- | ------ |
| Deutschland (GfK)              | 25 (22 Wo.)       | 22     |
| Österreich (Ö3)                | 23 (6 Wo.)        | 6      |
| Vereinigte Staaten (Billboard) | 18 (17 Wo.)       | 17     |
| Vereinigtes Königreich (OCC)   | 7 (12 Wo.)        | 12     |

Auszeichnungen für Musikverkäufe

| Land/Region                  | Auszeichnungen für Musikverkäufe (Land/Region, Auszeichnung, Verkäufe) | Verkäufe  |
| ---------------------------- | ---------------------------------------------------------------------- | --------- |
| Dänemark (IFPI)              | Gold                                                                   | 45.000    |
| Frankreich (SNEP)            | Gold                                                                   | 250.000   |
| Kanada (MC)                  | Gold                                                                   | 75.000    |
| Neuseeland (RMNZ)            | 2× Platin                                                              | 60.000    |
| Vereinigtes Königreich (BPI) | Platin                                                                 | 600.000   |
| Insgesamt                    | 3× Gold · 3× Platin ·                                                  | 1.030.000 |

### Version von Spiderbait
2004 veröffentlichte die australische Band Spiderbait eine etwas schnellere Version von Black Betty auf ihrem Album Tonight Alright (Katalognummer: UMG 602498175583), produziert von Sylvia Massy. Die Aufnahme stieg bis auf Platz eins der australischen Musikcharts. In den Vereinigten Staaten erreichte das Stück Platz 32 der Billboard Mainstream Rock Songs. Black Betty gehörte 2004 auch zum Soundtrack des Films Trouble ohne Paddel sowie des Rennspiels Need for Speed: Underground 2.

### Weitere Interpretationen
- 1933: James „Iron Head“ Baker und weitere Strafgefangene[14]
- 1939: Leadbelly, auf dem Album Negro Sinful Songs[15]
- 1964: Odetta, auf dem Album Odetta Sings of Many Things
- 1964: Dave „Snaker“ Ray, auf dem Album Lots More Blues, Rags and Hollers, mit dem Trio Koerner, Ray & Glover[16]
- 1964: Alan Lomax, auf dem Album Texas Folk Songs
- 1968: Manfred Mann, als Big Betty auf dem Album Mighty Garvey[17]
- 1977: Ram Jam, als Single und auf dem Album Ram Jam[18]
- 1986: Nick Cave and the Bad Seeds, auf dem Album Kicking Against the Pricks ist eine Version des kompletten Leadbelly-Medleys Looky Looky Yonder / Black Betty / Yellow Woman’s Doorbells zu finden[19]
- 1989: Mekong Delta auf der Maxi Toccata[20]
- 1997: Flashback (NL: 58)[21]
- 2002: Tom Jones, sowohl als Single (Platz 50 in den UK-Singlecharts) als auch auf dem Album Mr. Jones (Platz 36 in den UK-Albumcharts)[22]
- 2004: Spiderbait, als Single und auf dem Album Tonight Alright[23]
- 2005: Molly Hatchet, im Soundtrack des Films Ein Duke kommt selten allein
- 2007: SOiL, auf dem Re-Release des Albums Throttle Junkies[24]
- 2007: Doug Howard, auf dem Album Last Man Standing
- 2008: Ministry, auf dem Coveralbum Cover Up[25]
- 2011: Melvins, auf dem Coveralbum Everybody Loves Sausages[26]
- 2012: Scooter, auf dem Album Music for a Big Night Out[27]
- 2016: Sari Schorr, auf dem Album A Force of Nature[28]
- 2017: Larkin Poe, auf dem Album Peach
- 2017: Caravan Palace als Single
- 2025: Bloody Dead And Sexy als Single